# Měšťanský dům Karla Ditterse z Dittersdorfu
Měšťanský dům Karla Ditterse z Dittersdorfu se nachází na ulici Puškinova čp. 57 v Javorníku v okrese Jeseník. Dům je kulturní památkou ČR a je součástí městské památkové zóny Javorník.

## Historie
Barokní dům si nechal postavit v osmdesátých letech 18. století kapelník, skladatel a držitel v té době mnohých titulárních úřadů Karel Ditters z Dittersdorfu, který působil na dvoře biskupa z Vratislavi hraběte Filipa Schaffgotsche na zámku Jánský Vrch v Javorníku. V domě bydlel v letech 1769–1794. Stavební parcela patřila k dvorní zahradě. Pozemek zakoupil biskupský důstojník Josef Rivola od biskupa Schaffgotsche. Dne 7. prosince 1781 Rivola prodal pozemek Karlu Dittersovi z Dittersdorfu za cenu 300 tolarů.  Kvůli narůstajícím dluhům a podezření z korupce upadl Karel Ditters z Dittersdorfu v nemilost, byl zbaven i mnohých úřadů a v roce 1794 musel opustit dvůr. Po smrti biskupa Schaffgotsche v roce 1795 se ujal úřadu biskup Josef Krystian Hohenlohe Waldenburg – Bartenstein, který Karla Ditterse z Dittersdorfu penzionoval a přiznal mu malý důchod. Zadlužený skladatel v roce 1798 přijal pozvání hraběte Ignáce Stillfrieda na zámek Červená Lhota, kde strávil zbytek svého života. Dům se stal majetkem hraběte Ignáce Stillfrieda. V meziválečném období byl dům už chráněnou památkou. V letech 1990–1994 byl dům rekonstruován a bylo sem přesunuto muzeum (do roku 2007). Po přesunutí muzea do zrekonstruované budovy bývalého soudu v roce 2008 je v domě Karla Ditterse z Dittersdorfu Základní umělecká škola v Javorníku.

## Popis
Barokní dům Karla Ditterse z Dittersdorfu zahrnuje obytnou budovu, vjezd po pravé straně budovy, zahradu a zahradní pavilon. Obytná budova je jednopatrová, pětiosá omítaná stavba na obdélníkovém půdorysu postavená z cihel. Hlavní průčelí je obráceno do Puškinovy ulice. Fasády jsou děleny lizenovými pravoúhlými rámy se zaoblenými rohy. V ose uličního průčelí jsou sdružené lizény, které procházejí přízemím i patrem, naznačují rizalit. V něm je hlavní vchod s půlkruhovým záklenkem a nad ním jsou girlandy. Okna v průčelí jsou pravoúhlá, rámovaná šambránou. Nad vchodem na patro navazuje mansarda s oknem se segmentovým záklenkem, nad ním je trojúhelníkový volutový štít s oválným oknem. V průčelí do dvora je na třech kamenných pilířích dřevěná pavlač a nad ní obdobná mansarda jako v hlavním průčelí. Kolem budovy obíhá odstupňovaná hlavní římsa. Střecha je valbová s mansardami.
Po bocích budovy jsou přistavěny půlkruhové přístavky s atikami. Přístavky mají po jednom oknu se segmentovým záklenkem a v zadní části pravoúhlé vchody.
Vjezd na pravé straně budovy je tvořen dřevěnou bránou s párem čtyřbokých pilířů po stranách, na nichž jsou vázy.

## Interiér
V přízemí je chodba se segmentovou klenbou, místnosti mají ploché stropy.